# Hernandia olivacea
Hernandia olivacea là một loài thực vật có hoa trong họ Hernandiaceae. Loài này được Gillespie miêu tả khoa học đầu tiên năm 1932.